# Organització Nacional Kuki
L'Organització Nacional Kuki (Kuki National Organisation KNO) és una organització política de l'Índia i Birmània qualificada a si mateixa de govern provisional de Zale’n-gam, fundada el 1988 a Jangmol-Dingpi a la frontera entre Birmània i l'Índia on es va decidir formar també l'Exèrcit Nacional Kuki dirigit per Pu Thangkholun, amb suport de l'Exèrcit de la Independència Katxin (KIA). El president fou Robert Haokip al mateix temps comandant suprem de l'Exèrcit.
Progressivament diverses organitzacions armades van acceptar la seva direcció política:
- Exèrcit Nacional Kuki (Kuki National Army)
- Front Nacional Kuki-Consell Militar (Kuki National Front-Millitary Council) de German Haokip
- Front Nacional Kuki-Zogam (Kuki National Front-Zogam) de Joshua Haokip
- Exèrcit Socialista Revolucionari Unit (United Socialist Revolutionary Army) de Lalminthang Vaiphei
- Front Revolucionari Zomi (Zomi Revolutionary Front) de Pasong Paite
- Voluntaris de la Defensa Zou (Zou Defence Volunteer) de Pakap Anthony Zou
- Exèrcit Revolucionari Unit Komrem (United Komrem Revolutionary Army) de Thangboi Karong
- Exèrcit Nacional Hmar (Hmar National Army) de Thangsang Hmar
- Exèrcit d'Alliberament Kuki (Kuki Liberation Army) de Khaikam Touthang
- Exèrcit Revolucionari Kuki (Kuki Revolutinary Army) de George Chongloi (i Front Revolucionari Kuki)
- Exèrcit Unit d'Alliberament de les Minories (United Minorities Liberation Army) de Kophan Khaling; escissió de l'Exèrcit Unit d'Alliberament Kuki (United Kuki Liberation Army) i Front Unit d'Alliberament Kuki,
- Exèrcit Revolucionari Pakan (Pakan Revolutionary Army), de Jetky Anal. És una escisisó de l'Exèrcit Revolucionari Kuki (Kuki Revolutionary Army)

Va suspendre les operacions a l'Índia l'agost de 2005 i va signar una treva amb el govern central i l'estat de Manipur el 20 de maig de 2008, que va durar fins al 2023- La participació en la Guerra civil de Myanmar des de 2021 al costat d'altres grups insurgents els va facilitar armes sofisticades i en 2023 va esclatar la violència a Manipur entre els meitei que viuen a la Vall de Manipur, majoritàriament hindús, i els kuki, que viuen a les altures i son principalment cristians, per beneficis econòmics, treballs governamentals i quotes d'educació, amb més de 225 morts i 60.000 desplaçats.